# Arisaema sarracenioides
Arisaema sarracenioides är en kallaväxtart som beskrevs av E.Barnes och Cecil Ernest Claude Fischer. Arisaema sarracenioides ingår i släktet Arisaema och familjen kallaväxter. Inga underarter finns listade.